# Білецька сільська рада (Полонський район)
Біле́цька сільська́ ра́да — адміністративно-територіальна одиниця та орган місцевого самоврядування в Шепетівському районі Хмельницької області. Адміністративний центр — село Білецьке.

## Загальні відомості
Білецька сільська рада утворена в 1990 році.
- Територія ради: 1,1 км²
- Населення ради: 481 особа (станом на 2001 рік)
- Територією ради протікає річка Деревичка

## Населені пункти
Сільській раді були підпорядковані населені пункти:
- с. Білецьке

## Склад ради
Рада складалася з 12 депутатів та голови.
- Голова ради: Бугайов Юрій Миколайович
- Секретар ради: Самчук Галина Степанівна

### Керівний склад попередніх скликань
| Прізвище, ім'я, по батькові | Основні відомості                                                                       | Дата обрання | Дата звільнення |
| --------------------------- | --------------------------------------------------------------------------------------- | ------------ | --------------- |
| Бугайов Юрій Миколайович    | Сільський голова, 1960 року народження, освіта вища, член Соціалістичної партії України | 26.03.2006   | 31.10.2010      |
| Бугайов Юрій Миколайович    | Сільський голова, 1960 року народження, освіта вища                                     | 31.10.2010   |                 |

Примітка: таблиця складена за даними сайту Верховної Ради України

### Депутати
За результатами місцевих виборів 2010 року депутатами ради стали:

#### За суб'єктами висування
| Суб'єкт висування           | Кількість обраних депутатів | %    |
| --------------------------- | --------------------------- | ---- |
| Комуністична партія України | 4                           | 33,3 |
| Самовисування               | 4                           | 33,3 |
| Народна партія              | 3                           | 25   |
| Єдиний Центр                | 1                           | 8,3  |

#### За округами
| № округу                    | Прізвище, ім'я, по батькові | Дата визнання обраним | Освіта             | Партійна приналежність | Відомості про обраного депутата                  |
| --------------------------- | --------------------------- | --------------------- | ------------------ | ---------------------- | ------------------------------------------------ |
| Єдиний Центр                |                             |                       |                    |                        |                                                  |
| 8                           | Ковальчук Тетяна Вікторівна | 01.11.2010            | середня            | позапартійна           | тимчасово не працює                              |
| Комуністична партія України |                             |                       |                    |                        |                                                  |
| 3                           | Ковтонюк Василь Іванович    | 01.11.2010            | середня спеціальна | позапартійний          | Білецька загальноосвітня школа І-ІІ ст., двірник |
| 6                           | Козачук Лідія Олександрівна | 01.11.2010            | вища               | позапартійна           | пенсіонер                                        |
| 10                          | Кирик Марія Іванівна        | 01.11.2010            | середня            | позапартійна           | Бібліотека с. Білецьке, бібліотекар              |
| 11                          | Демянчук Микола Степанович  | 01.11.2010            | середня            | позапартійний          | тимчасово не працює                              |
| Народна Партія              |                             |                       |                    |                        |                                                  |
| 5                           | Вельма Ванда Антонівна      | 01.11.2010            | вища               | позапартійна           | пенсіонер                                        |
| 7                           | Самчук Галина Степанівна    | 01.11.2010            | вища               | позапартійна           | Білецька сільська рада, секретар виконкому       |
| 12                          | Карпюк Олександра Василівна | 01.11.2010            | вища               | позапартійна           | пенсіонер                                        |
| Самовисування               |                             |                       |                    |                        |                                                  |
| 1                           | Пілецька Юлія Степанівна    | 01.11.2010            | середня            | позапартійна           | тимчасово не працює                              |
| 2                           | Козачук Павло Олександрович | 01.11.2010            | середня            | позапартійний          | тимчасово не працює                              |
| 4                           | Ковтонюк Віктор Іванович    | 01.11.2010            | середня            | позапартійний          | тимчасово не працює                              |
| 9                           | Клюцук Тетяна Іванівна      | 01.11.2010            | незакінчена вища   | позапартійна           | тимчасово не працює                              |